# Christian Zschocke
Christian Zschocke (* 7. Dezember 1960 in Köln) ist ein deutscher Rechtswissenschaftler. Er ist aktuell Managing Partner der Rechtsanwaltssozietät Morgan, Lewis & Bockius in Deutschland.

## Leben
Christian Zschocke, aufgewachsen in Deutschland, studierte Rechtswissenschaften an der Rheinischen Friedrich-Wilhelms-Universität Bonn und in London.  Er ist seit 1990 als Rechtsanwalt zugelassen sowie seit 1996 bei dem Oberlandesgericht Köln. Von der Universität Hamburg erhielt er 1994 den Grad eines Doktors der Rechtswissenschaft. Seit 1997 ist er für die global tätige Rechtsanwaltssozietät Morgan, Lewis & Bockius LLP tätig; seit 1998 als Managing Partner für Deutschland.
Christian Zschocke ist verheiratet und Vater eines Sohnes.

### Beruflicher Werdegang
Von 1990 bis 1996 arbeitete Christian Zschocke als Rechtsanwalt mit Schwerpunkt im Kartellrecht für eine in New York ansässige internationale Anwaltssozietät in London, Brüssel und Frankfurt.  Zuvor war er, auch während seiner Ausbildung, bei der Europäischen Kommission, Generaldirektion IV für Wettbewerb, in Brüssel tätig, sowie in Rechtsanwaltssozietäten in Paris, Barcelona, und Buenos Aires.
Seit 1997 ist er für die international tätige Rechtsanwaltskanzlei Morgan, Lewis & Bockius LLP als Managing Partner für Deutschland tätig. Seine Tätigkeit konzentriert sich insbesondere auf öffentliche Transaktionen sowie das europäische und deutsche Kartellrecht.
Christian Zschocke hält regelmäßig Vorträge auf Seminaren und ist Verfasser von zahlreichen Veröffentlichungen zum Übernahme- und Kartellrecht.

### Mitgliedschaften
- Steuben-Schurz-Gesellschaft e. V. (Präsidialmitglied)[2]
- Forschungsinstitut für Wirtschaftsverfassung und Wettbewerb e. V. (Mitglied des Kuratoriums)[3]
- Deutsche Welthungerhilfe e. V. (Mitglied des Kuratoriums)[4]
- Frankfurt-Philadelphia-Gesellschaft e. V. (Stellv. Vorsitzender des Kuratoriums)
- Deutsche Börse Photography Foundation gGmbH (Mitglied des Kuratoriums)[5]

## Publikationen
- Christian Zschocke: AktG Deutsches Aktiengesetz / German Stock Corporation Act - deutsch-englischer Gesetzestext / bilingual edition. Pro Business, Berlin 2015, ISBN 3-86386-907-9.
- Christian Zschocke: WpÜG Deutsches Wertpapiererwerbs- und Übernahmegesetz / German Securities Acquisition and Takeover Act. / deutsch-englischer Gesetzestext / bilingual edition (Englisch). Pro Business, Berlin 2015, ISBN 3-86386-942-7.
- Christian Zschocke; Stephan Schuster: Übernahmerecht. Knapp, Frankfurt 1998, ISBN 3-7819-2848-9.
- Christian Zschocke; Stephan Schuster: Bad Homburger Handbuch zum Übernahmerecht. Economica, Heidelberg 2002, ISBN 978-3-8114-0865-4.
- Christian Zschocke: Das deutsche Aktiengesetz / The German Stock Corporation Act. Knapp, Frankfurt 2007, ISBN 978-3-8314-2957-8.
- Christian Zschocke; Stephan Schuster: Übernahmerecht / Takeover Law. Knapp, Frankfurt 2002, ISBN 3-8314-2953-7.
- Christian Zschocke: Das deutsche Aktiengesetz / German Stock Corporation Law / Einführungsgesetz zum Aktiengesetz / Introductory Act to the Stock Corporation Act. 3. Auflage. Knapp, Frankfurt 2002, ISBN 3-8314-2900-6.
- Christian Zschocke; Jürgen Beninca: Kartellrecht in der Praxis: Ein Leitfaden. Economica, Heidelberg 2007, ISBN 3-87081-389-X.
- Christian Zschocke; Nils Rahlf: Takeover Law In:Business Laws of Germany. Hrsg.: Thomas Wegerich. Thomson Reuters West, Eagan 2012, ISBN 978-0-314-80112-8, S. 141–240.
- Christian Zschocke: Takeover Regulation as Part of a Functioning Equity Markets in Transition. The Value Chain, Price Discovery, Regulation, and Beyond. In: Equity Markets in Transition. Hrsg.: Reto Francioni; Robert A. Schwartz. Springer, Cham 2017, ISBN 978-3-319-45846-5, S. 533–547.
- Christian Zschocke: Die Verträge unternehmerischer Zusammenarbeit des Argentinischen Rechtes. Pro Universitate, Berlin 1995, ISBN 3-930747-16-2.
- Christian Zschocke: Das deutsche Aktiengesetz. Knapp, Frankfurt 2001, ISBN 3-7819-2849-7.
- Christian Zschocke: Das Recht der Holdings in der Republik Uruguay. Bundesstelle für Außenhandelsinformation, Köln 1987.
- Christian Zschocke: Das Gesetz über die Handelsgesellschaften in Argentinien. Bundesstelle für Außenhandelsinformation, Köln 1988.
- Christian Zschocke; Daniel S. Berresheim: Schadensersatzhaftung des Bieters wegen unterlassener Angebotsunterbreitung im Übernahmerecht. BKR, 2004, S. 301.
- Christian Zschocke: Europapolitische Mission: Das neue Wertpapiererwerbsgesetz- und Übernahmegesetz. Nr. 2. Der Betrieb DB0012031, 11. Januar 2004, S. 79–85.
- Christian Zschocke; Nils Rahlf: Kein Anspruch eines Aktionärs auf Nachbesserung des Übernahmeangebots in dem Angebotsverfahren des Bieters vor der BAFin. Nr. 25. Der Betrieb DB0026460, 20. Juni 2004, S. 1373–1376.
- Christian Zschocke; Nils Rahlf: Freiwilliges Übernahmeangebot: Kein Anspruch eines Aktionärs auf Hinzuziehung im Angebotsverfahren vor der BaFin. Nr. 33. Der Betrieb DB0027426, 15. August 2003, S. 1782–1786.
- Christian Zschocke et al.: Fragen an Argentinien, legal and commercial information / third edition. Buenos Aires 1987.
- Christian Zschocke: Rasgos del derecho societario de la Républica Federal de Alemania. Nr. 6688. El derecho, Tomo 122, Buenos Aires 1987.